# Carl Meissner
Carl Daniel Friedrich Meissner (Berna, 1º novembre 1800 – Basilea, 2 maggio 1874) è stato un botanico svizzero.
Nato a Berna, in Svizzera, è stato battezzato come Meisner ma in seguito cambiò il suo cognome in Meissner. Per la maggior parte della sua carriera, durata 40 anni, fu professore di botanica all'Università di Basilea. Diede importanti contributi alla letteratura botanica.